# Funkcja signum

Wykres funkcji signum.

Signum, sgn (łac. signum „znak”) – funkcja zmiennej rzeczywistej, zdefiniowana następująco:
{\displaystyle \operatorname {sgn}(x)={\begin{cases}-1&x<0\\\ \ 0&x=0\\\ \ 1&x>0\end{cases}},\quad x\in \mathbb {R} }

## Własności
- Signum iloczynu jest iloczynem signum: {\displaystyle \operatorname {sgn}(x\cdot y)=\operatorname {sgn}(x)\cdot \operatorname {sgn}(y)}
- Signum jest funkcją nieparzystą.
- Dla dowolnej liczby rzeczywistej {\displaystyle x} spełniona jest zależność: {\displaystyle |x|=\operatorname {sgn}(x)x}

## Uogólnienie na liczby zespolone
Ostatnia własność jest punktem wyjścia do uogólnienia definicji signum na liczby zespolone:
{\displaystyle \operatorname {sgn}(z)={\begin{cases}{\frac {z}{|z|}},&z\in \mathbb {C} \setminus \{0\}\\[.2em]0,&z=0\end{cases}}}

## Inne znaczenie
Funkcję signum definiuje się również dla permutacji w danym zbiorze – przyjmuje ona wtedy wartość 1, gdy permutacja jest parzysta i −1, gdy jest nieparzysta.